# Carton blanc
Un carton blanc est un carton de pénalité utilisé assez rarement par les arbitres dans certains sports avec respectivement plusieurs significations, en complément du carton jaune ou carton rouge.

## Rugby
En France, le carton blanc est réservé aux fautes techniques et répétées ou à toute action allant à l’encontre de l’esprit du jeu : l'arbitre prononce une exclusion temporaire de 10 minutes,.

## Football
La Fédération française de football a également introduit le carton blanc dans toutes les compétitions de Ligue et District : il a un objectif uniquement préventif et éducatif. L’arbitre notifie à un joueur l’exclusion temporaire du terrain pour une durée de dix minutes pour les motifs d'une conduite inconvenante ou excessive, ou une désapprobation en paroles ou en actes.
Au Portugal, le carton blanc n'est pas synonyme de sanction mais de récompense pour un geste de fair-play. Lancé en 2018 par la Fédération portugaise de football, il a été étendu à toutes les compétitions en juin 2020. Ce carton a été brandi par l'arbitre lors d'une rencontre entre le Benfica Lisbonne et le Sporting Clube en janvier 2023.

## Handball
La Fédération française de handball a introduit, durant la saison sportive 2019-2020, le carton blanc à usage préventif dans les cas de suspicion de commotion cérébrale : le juge arbitre arrête le temps de jeu, fait entrer sur l’aire de jeu un joueur remplaçant ; l’officiel responsable d’équipe décide, au vu des symptômes constatés, s’il autorise son joueur à reprendre le jeu ou non pour le reste du match.

## Bandy
En bandy, selon la règle 17, les cartons blancs et bleus sont utilisés en plus des cartons jaunes et rouges. Ils indiquent une pénalité de temps. Le carton blanc sera montré par l'arbitre lorsqu'un joueur a été suspendu pendant 5 minutes pour une faute la plus minime (problème d'équipement obligatoire, gêne sur un joueur, règle du jeu non respectée).

### Articles annexes
- fair-play
- Arbitre sportif
- carton jaune - carton rouge - carton noir - carton vert - carton bleu